# Solex 6000
Il Solex 6000 è un ciclomotore francese, prodotto dal 1971 al 1977, successore diretto del Flash Solex.

## Storia
Il Solex 6000 nacque come evoluzione del Flash Solex, che aveva avuto una vita travagliata e ricca di problemi, rivista specialmente nella carrozzeria. Essa infatti era stata modificata specialmente al livello della carenatura della ruota posteriore e del parafango anteriore, dando al ciclomotore un aspetto più classico.
Il Solex 6000 fu presentato al Salone dell'automobile di Parigi e a quello di Torino del 1971.
Come il Flash Solex, esso sarebbe dovuto inserirsi nella porzione di mercato dei ciclomotori tradizionali di fascia medio-alta, tradizionalmente tralasciata dalla Societé Industrielle Nouvelle de Fabrication pour l'Automobile et le Cycle (S.I.N.F.A.C.), sua produttrice, che aveva sempre puntato sullo spartano ed economico VéloSoleX.
Con il passaggio della S.I.N.F.A.C. sotto il controllo della Motobécane, la vendita del Solex 6000 continuò fino al 1977, quando, probabilmente terminate le scorte di pezzi, se ne decise il termine della produzione. Questa decisione si può anche far risalire alla volontà della nuova proprietaria di eliminare la concorrenza interna, visto che il 6000 e la Mobylette si contendevano la stessa fascia di mercato.

## Tecnica
La serie cominciò con il № 6 055 000, in continuità quindi con il Flash Solex.